# 사카로핀
사카로핀(영어: saccharopine)은 아미노산인 라이신의 이화작용에서의 대사 중간생성물이다. 사카로핀은 균류 및 유글레나에서 일어나는 α-아미노아디프산 경로에서 라이신의 전구물질이다. 포유류 및 고등 식물에서 사카로핀은 라이신의 분해 과정의 대사 중간생성물이며, 라이신과 α-케토글루타르산의 축합에 의해 형성된다.
IUPAC 이름은 2-[(5-Amino-5-carboxypentyl)amino]pentanedioic acid이다.

## 반응
사카로핀 탈수소효소에 의해 촉매되는 반응은 다음과 같다.
라이신 + α-케토글루타르산 ⇄ 사카로핀 ⇄ 글루탐산 + 2-아미노아디프산 6-세미알데하이드

## 병리학
사카로핀뇨증(소변에 다량의 사카로핀이 검출됨)과 사카로핀혈증(혈액에서 과량의 사카로핀이 검출됨)은 라이신의 분해 과정의 일부에서 유전적 결함으로 인해 생기는 질환이다.

## 역사
사카로핀은 1961년에 달링(Darling)과 라센(Larsen)에 의해 효모에서 최초로 분리되었다.

## 같이 보기
- 오파인